# لحسن السكوري
لحسن السكوري (توفي 3 مايو 2022) هو سياسي مغربي ووزير للشباب والرياضة، وقد ازداد سنة 1952 بجماعة عين الشكاك بمدينة صفرو وتقلد عدة مناصب ما بين 1986 و2000.

## السيرة الذاتية

### دراسته
تخرج السكوري من المدرسة الوطنية للإدارة العمومية وذلك سنة 1981، وهو حاصل على دبلوم الدراسات العليا في القانون العام، تخصص العلوم السياسية من جامعة محمد الخامس في 1986، كما تابع تكوينا للمكونين بالمعهد الوطني للأطر الإدارية بإيفري، ويتوفر على شهادة للتكوين من جامعة بيتسبرغ بولاية بينسيلفانيا (الولايات المتحدة الأمريكية) حول موضوع "تدبير التنمية في الدول الصاعدة"، فضلا عن استفادته من عدد من التداريب والدورات التكوينية بكل من المغرب وفرنسا.

### الحياة العملية
شغل لحسن السكوري منصب عضو المكتب الوطني لحزب الحركة الشعبية، وقد شارك في إنجاز العديد من الدراسات ومشاريع الإصلاح التي توجد في طور التفعيل، ومنها، على الخصوص، بلورة مقترحات حزب الحركة الشعبية حول الجهوية المتقدمة ودستور 2011.
ودأب لحسن السكوري، المعروف بتشبثه بمنطقته عين الشكاك، على الترشح بهذه الدائرة منذ سنة 1977.
وتقلد العديد من المهام السامية في مختلف القطاعات الوزارية، وخصوصا مديرا للموارد البشرية والشؤون العامة بالمندوبية السامية للمياه والغابات ومحاربة التصحر ما بين 2000 و2009، وشغل أيضا في الفترة الممتدة ما بين 2011 و2012 قنصلا عاما للمغرب برين (فرنسا)، وكذلك مدير ديوان بوزارة التعمير وإعداد التراب الوطني ووزارة الشباب والرياضة من 2013 إلى 2015، ومستشارا لوزير الداخلية محند العنصر ما بين 2012 و2013، ورئيس ديوان وزير الشباب والرياضة 2015 إلى غاية تعيينه وزيرا بنفس الوزارة.
كما شغل رئيس قسم بوزارة الصيد البحري ومسؤولا بقطاع البريد والاتصالات الذي بدأ به مشواره المهني.
وقام لحسن السكوري بالعديد من المهام الرسمية خارج المغرب وخاصة بتشيلي واليابان وكوت ديفوار وتشاد والجزائر ووسط أفريقيا وألمانيا.
وخلال مشواره المهني مارس، أيضا، مهنة التدريس بالمدرسة الوطنية للإدارة، وشارك كمتدخل في العديد من الندوات والمؤتمرات المتعلقة، بالخصوص، بتدبير الموارد البشرية وتدبير الموازنة وإصلاح الدولة.
كما له إسهامات هامة في ميدان الإصلاح الإداري والتدبير الحديث للموارد البشرية والمالية وكذا التدبير التوقعي للكفاءات والمهن والمناصب والتكوين المستمر، وتشمل كفاءته كذلك ميادين أخرى كالدبلوماسية والحوار الاجتماعي والشراكة والتعاقد وتدبير المشاريع وقيادة التغيير، كما أن له اهتمامات بالعمل الجمعوي في شتى المجالات.

## تعيينه وزيرا للشباب والرياضة
في 8 أكتوبر 2015 استقبله الملك محمد السادس بالقصر الملكي بطنجة حيث قام بتعيينه وزيرا للشباب والرياضة، ويعد السكوري الذي ينتمي إلى حزب الحركة الشعبية ثالث وزير للشباب والرياضة في حكومة بنكيران، بعد إقالة محمد أوزين على خلفية فضيحة عشب المجمع الرياضي الأمير مولاي عبد الله، وامحند العنصر، الذي قدم استقالته بعد رئاسته جهة فاس مكناس.، وفي 21 أكتوبر 2016 أعفي من مهامه كوزير بناء على استقالته إلى جانب 11 وزيرا آخر على إثر انتخابه نائبا في مجلس النواب خلال الانتخابات التشريعية المغربية 2016، وجاء هذا الإعفاء بناء على ما جاء في الدستور المغربي خاصة الفصل 47.